# Botnstindur

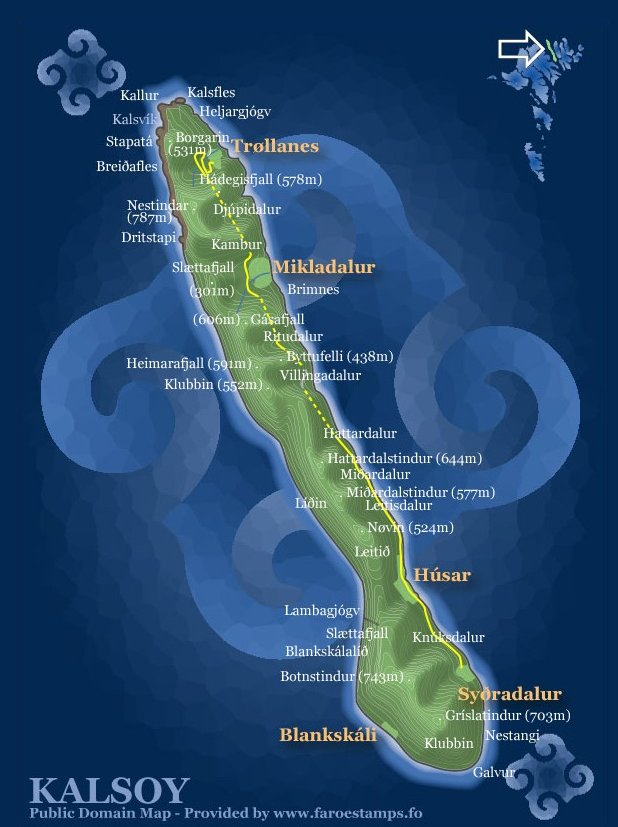
Karta över Kalsoy med Botnstindur utmärkt

Botnstindur är ett berg på ön Kalsoy i norra delen av ögruppen Färöarna. Berget har en högsta topp på 744 meter och är därmed den näst högsta bergstoppen på Kalsoy. Den högsta bergstoppen är den 788 meter höga toppen Nestindar. Till skillnad från Nestindar är Botnstindur beläget på den södra delen av Kalsoy.